# Melieria dolini
Melieria dolini är en tvåvingeart som beskrevs av Kameneva 1996. Melieria dolini ingår i släktet Melieria och familjen fläckflugor. Inga underarter finns listade i Catalogue of Life.